# 薬師寺村 (岐阜県)
薬師寺村（やくしじむら）は、かつて岐阜県羽島郡に存在した村である。
現在の岐南町薬師寺などに該当する。
徳田村発足時は羽栗郡の村であったが、郡の合併で羽島郡の村となっている。

## 歴史
- 江戸時代末期、この地域は尾張藩領であった。
- 1889年（明治22年）7月1日 - 町村制により、薬師寺村が発足。
- 1897年（明治30年）4月1日[2] - 羽栗郡と中島郡が合併して羽島郡となる。当村は羽島郡の村となる。
- 1897年（明治30年）4月1日 - 下印食村、上印食村、徳田村と合併し八剣村が発足。同日薬師寺村は廃止。

## 教育
- 1873年に徳田村、薬師寺村が共同で主敬舎を開設したが、1875年に育英義校（現・笠松町立笠松小学校）に吸収された。八剣村発足後、旧・薬師寺村の地域の生徒は、八剣尋常小学校（現・岐南町立西小学校）に移っている。